# Matic Osovnikar
Matic Osovnikar (Eslovenia, 19 de enero de 1980) es un atleta esloveno especializado en la prueba de 100 m, en la que ha logrado ser medallista de bronce europeo en 2006.

## Carrera deportiva
En el Campeonato Europeo de Atletismo de 2006 ganó la medalla de bronce en los 100 metros lisos, corriéndolos en un tiempo de 10.14 segundos (récord nacional esloveno), llegando a meta tras el portugués Francis Obikwelu que con 9.99 s batió el récord de los campeonatos, y el ruso Andrey Yepishin (plata con 10.10 récord nacional ruso).